# Az Európai Unió bővítése

Az Európai Unió bővítésének folyamata

Az Európai Unió bővítése az Európai Unió növekedése a hat alapító tagtól a 27 jelenlegi tagállamig (Belgium, Franciaország, Hollandia, Luxemburg, Németország, Olaszország, Dánia, Írország, Görögország, Portugália, Spanyolország, Ausztria, Finnország, Svédország, Ciprus, Csehország, Észtország, Lengyelország, Lettország, Litvánia, Magyarország, Málta, Szlovákia, Szlovénia, Bulgária, Románia, Horvátország).
A csatlakozni kívánó tagállamoknak fontos gazdasági és politikai feltételeknek kell megfelelniük (koppenhágai kritériumok), valamint minden tagállamnak és az Európai Parlamentnek is jóvá kell hagynia a csatlakozási kérelmet.

## Története
| Jelentkező          | Benyújtva  | Státusz                   |
| ------------------- | ---------- | ------------------------- |
| Albánia             | 2009.04.28 | Tárgyalás                 |
| Ausztria            | 1989.07.17 | 1995.01.01                |
| Belgium             | Alapító    | 1952.07.23                |
| Bosznia-Hercegovina | 2016.02.15 | Jelölt                    |
| Bulgária            | 1995.12.14 | 2007.01.01                |
| Ciprus              | 1990.07.03 | 2004.05.01                |
| Csehország          | 1996.01.17 | 2004.05.01                |
| Dánia               | 1961.08.10 | Visszavonva               |
| Dánia               | 1967.05.11 | 1973.01.01                |
| Egyesült Királyság  | 1961.08.10 | Vétózva                   |
| Egyesült Királyság  | 1967.05.10 | 1973.01.01                |
| Észak-Macedónia     | 2004.03.22 | Tárgyalás                 |
| Észtország          | 1995.11.24 | 2004.05.01                |
| Finnország          | 1992.03.18 | 1995.01.01                |
| Franciaország       | Alapító    | 1952.07.23                |
| Görögország         | 1975.06.12 | 1981.01.01                |
| Georgia             | 2022.03.03 | Jelölt                    |
| Hollandia           | Alapító    | 1952.07.23                |
| Horvátország        | 2003.02.21 | 2013.07.01                |
| Izland              | 2009.07.17 | Visszavonva               |
| Írország            | 1961.07.31 | Visszavonva               |
| Írország            | 1967.05.11 | 1973.01.01                |
| Koszovó             | 2022.12.14 | Jelentkező                |
| Lengyelország       | 1994.04.05 | 2004.05.01                |
| Lettország          | 1995.09.13 | 2004.05.01                |
| Litvánia            | 1995.12.08 | 2004.05.01                |
| Luxemburg           | Alapító    | 1952.07.23                |
| Magyarország        | 1994.03.31 | 2004.05.01                |
| Marokkó             | 1987.07.20 | Elutasítva                |
| Málta               | 1990.07.16 | Befagyasztott             |
| Málta               | 1990.07.16 | 2004.05.01                |
| Moldova             | 2022.03.03 | Tárgyalás                 |
| Montenegró          | 2008.12.15 | Tárgyalás                 |
| Norvégia            | 1962.04.30 | Visszavonva               |
| Norvégia            | 1967.07.21 | Visszavonva               |
| Norvégia            | 1992.11.25 | Visszavonva               |
| Nyugat-Németország  | Alapító    | 1952.07.23                |
| Olaszország         | Alapító    | 1952.07.23                |
| Portugália          | 1977.03.28 | 1986.01.01                |
| Románia             | 1995.06.22 | 2007.01.01                |
| Spanyolország       | 1962.02.09 | Elutasítva                |
| Spanyolország       | 1977.06.28 | 1986.01.01                |
| Svájc               | 1992.05.25 | Visszavonva               |
| Svédország          | 1991.07.01 | 1995.01.01                |
| Szerbia             | 2009.12.22 | Tárgyalás                 |
| Szlovákia           | 1995.06.27 | 2004.05.01                |
| Szlovénia           | 1996.06.10 | 2004.05.01                |
| Törökország         | 1987.04.14 | Befagyasztott tárgyalások |
| Ukrajna             | 2022.02.28 | Tárgyalás                 |

### Kezdetek
- 1950. május 9-én a német származású francia külügyminiszter, Robert Schuman bemutatta előterjesztését az egyesült Európáról, amit Schuman-deklarációként ismerünk. Ezt tekintjük a mai Európai Unió kezdetének.
- 1951-ben az EU előfutárát, az Európai Szén- és Acélközösséget alapították meg a Benelux államok (Belgium, Hollandia, Luxemburg), az NSZK, Franciaország és Olaszország.
- 1958-ban a hat ESZAK-tagállam létrehozta az Európai Gazdasági Közösséget, a későbbi Európai Közösséget.

### Bővítések
- 1973-ban Dánia,[21] Írország és az Egyesült Királyság[22] csatlakozott (első bővítés).
- 1981-ben Görögország csatlakozott (második bővítés).
- 1985-ben Grönland a hat évvel korábban Dániától kapott önrendelkezési jogával élve népszavazást követően kilépett az EK-ból.
- 1986-ban Spanyolország és Portugália csatlakozott (harmadik bővítés).
- 1990-ben Németország újraegyesült, ezzel a volt NDK területe és lakossága is uniós taggá vált.

A vasfüggöny és a berlini fal megszűnése 1989-ben történelmi lehetőséget adott a későbbi bővítésekre. Az Európai Közösség gyorsan kiépítette diplomáciai kapcsolatait a közép- és kelet-európai államokkal. (Magyarország már 1988-ban felvette a diplomáciai kapcsolatokat az Európai Gazdasági Közösséggel.) A Phare-program pénzügyi segítséget nyújtott a jövőbeni csatlakozóknak a gazdasági reformjaik végrehajtására.
- 1995-ben Ausztria, Finnország és Svédország csatlakozott (negyedik bővítés).
- 2004-ben Ciprus, Csehország, Észtország, Lengyelország, Lettország, Litvánia, Magyarország, Málta, Szlovákia és Szlovénia csatlakozott (ötödik bővítés, első rész).
- 2007. január 1-jén Bulgária és Románia, miután 2005. április 25-én aláírták a csatlakozási szerződést, az Európai Unió teljes jogú tagjává váltak (ötödik bővítés, második rész).
- 2013. július 1-jén csatlakozott Horvátország.[23]
- 2020. január 31-én az Egyesült Királyság kilépett az Európai Unióból.

## Tervek

Jelenlegi tagok
Tagjelöltek
Lehetséges pályázók

### Tagjelöltek
Törökország az Európai Unió hivatalos tagjelöltje, bár csatlakozásának időpontjára nincs konkrét becslés. Számos jelenlegi tagországban jelentős ellenállás van Törökország tagságával szemben.
Észak-Macedónia az Európai Unió hivatalos tagjelöltje 2005. december 17. óta, azonban a csatlakozási tárgyalások elindítását a Görögországgal való rendezetlen viszonya (elsősorban a korábbi „Macedónia” név miatti vita) okán az utóbbi ország sokáig blokkolta, amihez 2012 decemberében Bulgária is csatlakozott. Miután a névvita 2019-ben megoldódott, a felvételi folyamat is folytatódott. A csatlakozási tárgyalásokat 2022. július 19-én nyitották meg.
Szerbia 2009. december 22-én nyújtotta be csatlakozási kérelmét, 2010. október 25-én pedig az EU külügyminiszterei felkérték a Bizottságot a tárgyalások megkezdésére, ami november 24-én meg is kezdődött. A tagjelölti kérelmet 2012 márciusában fogadták el. A tárgyalások 2014. január 21-én kezdődtek.
Montenegró 2010. december 17-én vált tagjelöltté. A tárgyalások 2012. június 29-én kezdődtek.
Albánia 2014 júniusától hivatalos tagjelölt, a csatlakozási tárgyalásokat 2022. július 19-én nyitották meg.
Ukrajna 2022. június 23-án megkapta a tagjelölti státuszt. A tárgyalások 2023 decemberében kezdődtek.
Moldova 2022. június 23-án megkapta a tagjelölti státuszt. A tárgyalások 2023 decemberében kezdődtek.
Bosznia-Hercegovina 2022. december 15-én megkapta a tagjelölti státuszt.
Grúzia 2023. decemberében kapta meg a tagjelölti státuszt.

### Potenciális tagjelöltek
Koszovó beadta a csatlakozási kérelmet.

### További országok
Andorra, Izland, Liechtenstein, Monaco, Norvégia, San Marino, Svájc és a Vatikán nem tagállamok, de külön megállapodásokat kötöttek az Unióval.
Az Európai Szabadkereskedelmi Társulás (EFTA) tagjai Svájc kivételével az Európai Gazdasági Térséget létrehozó egyezmény részesei, ezek az országok részesei a közös piacnak.
Az Európai Unió 1975 óta együttműködik 77 egykori gyarmati országgal az afrikai, karib és csendes-óceáni régióból az ACP program keretében.
Az Egyesült Királyság 1973. január 1-jén csatlakozott az Unió elődjének számító Európai Gazdasági Közösségbe, majd 2020 január 31-én kilépett.

## Külső hivatkozás
- Az európai uniós csatlakozás folyamata lépésről lépésre, 2020. október (angolul) – doi:10.2775/91859